# Jelle Paulusma
Jelle Paulusma (Sittard, 26 november 1965) is een Nederlandse liedjesschrijver, zanger en multi-instrumentalist die in de jaren negentig zanger-gitarist was van Daryll-Ann (1988-2004). De band, waarin Anne Soldaat en hij de muziek en teksten schreven, bracht zeven albums uit, toerde veel in binnen- en buitenland en deed festivals aan, zoals Pinkpop en Lowlands.
Na het uiteenvallen van de band in 2004 ging Paulusma door onder zijn eigen naam en debuteerde in 2006 met het album Here We Are. Twee jaar later volgde iRECORD. In februari 2011 zag zijn derde solo-album Up On The Roof het licht. Het daaropvolgende album Pulling Weeds (2014) werd door dagblad Het Parool uitgeroepen tot ‘Nederlandse rockplaat van het jaar’. Datzelfde jaar, tien jaar na het stoppen van de band, kwam Daryll-Ann tijdelijk samen voor een reünietour.
Naast zijn eigen werk schrijft Paulusma muziek voor internationale commercials en documentaires. Zo componeerde hij onder andere de muziek voor de Europese Stop Smoking-campagne en verzorgde hij voor Selfmade Films de muziek voor de documentaires De Vreemdelingen Rechter en See You in Vegas, een documentaire van Antoinette Beumer, Maaik Krijgsman en Niek Koppen over Hans Klok. Voor het multi-creatieve cross-over platform De Speech, een project van Paradiso Melkweg Productiehuis, schreef hij zijn eerste Nederlandstalige nummer, Zomer, voor een luisterboek van Esther Gerritsen.
Paulusma maakte ook uitstapjes naar de dancescene, trad op met Fairport Convention-oprichter Iain Matthews, speelde in de Orkater-productie Boys in the Band van Vincent van Warmerdam en was diverse malen gastzanger bij het Metropole Orkest. Hij was tevens jurylid van De Grote Prijs van Nederland, gaf les op het Conservatorium in Amsterdam, begeleidde verschillende nieuwe bands en verzorgde workshops Song Writing op de jaarlijkse Muzikantendag.
Sinds begin 2016 staat Paulusma in de theaters met de tributeband Her Majesty, met een voorstelling waarin het hele oeuvre van Crosby, Stills, Nash en Young aan bod komt. Dat Paulusma werd toegevoegd aan de bezetting van Her Majesty, is mede om het feit dat zijn stem kan klinken als die van Neil Young.
Live wordt Paulusma bijgestaan door de muzikanten Rob Klerkx, Jan Teertstra, Theo Sieben, Elmar Klijn en tweelingbroer Coen Paulusma.

## Solodiscografie
- Here We Are (Munich Records, 2006)
- iRECORD (Munich Records, 2008)
- Up On The Roof (PIAS, 2011)
- Pulling Weeds (Excelsior Recordings, 2014)
- Somehow Anyhow (Excelsior Recordings, 2019)